# Firlej (gmina)
Pour les articles homonymes, voir Firlej.
Firlej est une gmina rurale (gmina wiejska) de la powiat de Lubartów, dans la Voïvodie de Lublin, dans l'est de la Pologne.
Son siège administratif (chef-lieu) est le village de Firlej, qui se situe environ 12 kilomètres (km) au nord-ouest de Lubartów (siège du powiat) et 35 kilomètres au nord de la capitale régionale Lublin (capitale de la voïvodie).
La gmina couvre une superficie de 126,37 km2 pour une population de 6 173 habitants en 2006.

## Histoire
De 1975 à 1998, la gmina est attachée administrativement à l'ancienne Voïvodie de Lublin.

Depuis 1999, elle fait partie de la nouvelle voïvodie de Lublin.

## Géographie
La gmina inclut les villages (sołectwa) de:

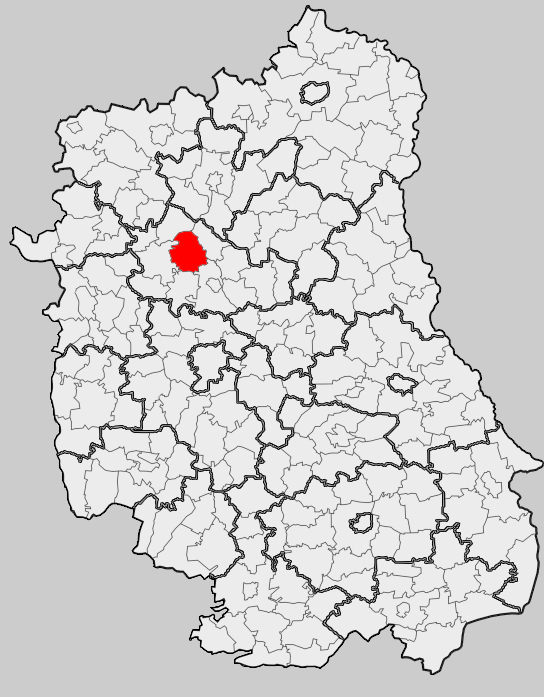
Position de la gmina dans la voïvodie

- Baran
- Bykowszczyzna
- Czerwonka Poleśna
- Czerwonka-Gozdów
- Firlej
- Kunów
- Łukówiec
- Majdan Sobolewski
- Nowy Antonin
- Pożarów
- Przypisówka
- Serock
- Sobolew
- Sobolew-Kolonia
- Stary Antonin
- Sułoszyn
- Wola Skromowska
- Wólka Mieczysławska
- Wólka Rozwadowska
- Zagrody Łukówieckie

### Gminy voisines
La gmina de Firlej est voisine des gminy de:
- Kamionka
- Kock
- Lubartów
- Michów
- Ostrówek

## Structure du terrain
D'après les données de 2002, la superficie de la commune de Firlej est de 126,37 kilomètres carrés, répartis comme telle :
- terres agricoles : 66 %
- forêts : 26 %

La commune représente 9,79 % de la superficie du powiat.

## Démographie
Données duu 30 juin 2004:
| Description        | Total  | Total | Femmes | Femmes | Hommes | Hommes |
| ------------------ | ------ | ----- | ------ | ------ | ------ | ------ |
| Unité              | Nombre | %     | Nombre | %      | Nombre | %      |
| Population         | 6 295  | 100   | 3 163  | 50,2   | 3 132  | 49,8   |
| Densité (hab./km²) | 49,8   | 49,8  | 25     | 25     | 24,8   | 24,8   |